# Aparaphysaria
Aparaphysaria is een geslacht van schimmels dat behoort tot de familie Pyronemataceae. De typesoort is Aparaphysaria doelloi.

## Soorten
Volgens Index Fungorum telt het geslacht twee soorten (peildatum april 2023): 
| Soortnaam                  | Auteur(s)    | Publicatiejaar |
| -------------------------- | ------------ | -------------- |
| Aparaphysaria aparaphysata | (Speg.) Korf | 1971           |
| Aparaphysaria doelloi      | Speg.        | 1922           |